# Bonitätsabhängiger Zinssatz
Bonitätsabhängiger Zinssatz bedeutet, dass der Kreditzinssatz grundsätzlich von der Bonität des Schuldners abhängt. In Deutschland bestand die Besonderheit, dass bis Ende des 20. Jahrhunderts bei Ratenkrediten typischerweise die Konditionen nicht nach der Bonität gestaffelt waren. Seit geraumer Zeit bieten Banken Ratenkredite mit einem bonitätsabhängigen Zinssatz an. Dabei hat die Kreditwürdigkeit des Kunden Einfluss auf die Höhe des Zinssatzes.

## Firmenkundengeschäft
Im Kreditgeschäft mit Firmenkunden ergibt sich aus der Kreditwürdigkeitsprüfung auf Basis des Ratings eine Einschätzung des Kreditrisikos des individuellen Schuldners. Dieses geht in die Risikoprämie ein, die das Kreditinstitut in den Zinssatz einkalkuliert. Sie entspricht dem Credit Spread bei verbrieften Forderungen. Hieraus ergibt sich für Firmenkunden ein individueller bonitätsabhängiger Zinssatz.

## Privatkundengeschäft
Im standardisierten Privatkundengeschäft der Banken werden Konditionen und Produkteigenschaften für alle Kunden einer Bank vereinheitlicht, um eine kostengünstige einheitliche Bearbeitung zu ermöglichen. Dies galt in der Vergangenheit in Deutschland auch für die Zinssätze bei Ratenkrediten und Dispositionskrediten. Diese waren für alle Kunden einer Bank gleich. Grund war, dass die Kosten einer individuellen Kreditrisikoabschätzung den Nutzen einer Preisdifferenzierung überschritten.
Dennoch gab es Mechanismen, die in Richtung einer bonitätsabhängigen Festlegung der Zinssätze wirkten: Die einzelnen Banken betrieben eine unterschiedliche Risikopolitik. Während die einen hohe Mindestanforderungen an Kreditnehmer definierten, waren die Kreditherauslagekriterien bei anderen Banken großzügiger. Die letztgenannten hatten dadurch naturgemäß höhere Kreditausfälle und mussten tendenziell höhere Zinssätze verlangen. Während Kunden guter Bonität die Wahl hatten (und tendenziell die billigere Bank wählten), mussten Kunden minderer Bonität notgedrungen die schlechteren Zinssätze der großzügigeren, aber teureren Banken akzeptieren.
Bedingt durch den technischen Wandel sind individuelle Kreditrisikoabschätzungen heute wesentlich einfacher und billiger geworden. Darüber hinaus begünstigt das Regelwerk von Basel II Banken, die ihre Kreditrisiken mit eigenen Modellen messen und steuern.
In der Praxis gibt es Punkte-Bewertungssysteme (unter anderem das Scoring), die als Ergebnis das von der Bank erwartete Kreditausfallrisiko ergibt. Diese Bewertungssysteme sind für den Endkunden nicht transparent. Die Methode der Kreditrisikoeinschätzung ist Betriebsgeheimnis der Bank und variiert daher von Bank zu Bank. Der Kunde erfährt den tatsächlichen Zinssatz erst, sobald er all seine Daten dem Kreditinstitut übermittelt hat.

## Werbung
Da der Zinssatz individuell ermittelt wird, kann er in der Werbung der Banken naturgemäß nicht genannt werden. Vielfach kritisiert wurde die Praxis der Banken, mit den niedrigsten möglichen Zinssatz zu werben. Die überwiegende Mehrzahl der Kunden muss jedoch einen höheren Zinssatz zahlen. Nicht selten tritt dann der Fall ein, dass der angebotene Zinssatz von dem tatsächlichen um mehrere Prozentpunkte abweicht.
Daher wurde vom deutschen Gesetzgeber 2010 in Umsetzung der Richtlinie 2008/48/EG über Verbraucherkreditverträge der § 6a PAngV („Werbung für Kreditverträge“) verabschiedet, welcher vorschreibt, dass die Bank in der Werbung darauf hinweisen muss, dass der Zins bonitätsabhängig ist. Die Bank darf dabei nur mit Zinssätzen werben, die von zwei Dritteln der tatsächlich abgeschlossenen Verträge nicht unterschritten wird.